# 3425 Хурукава
3425 Хурукава (3425 Hurukawa) — астероїд головного поясу, відкритий 29 січня 1929 року.
Тіссеранів параметр щодо Юпітера — 3,228.